# Dzieło D-2 Twierdzy Modlin
Dzieło D-2 – jedno z dzieł pośrednich pierścienia zewnętrznego Twierdzy Modlin, wzniesione w latach 1912–1915 w ramach rozbudowy twierdzy, obecnie nieistniejące.
Dzieło znajdowało się we wsi Trębki Stare, niedaleko Fortu X w Henrysinie.